# Annar Ryen
Annar Ryen (* 19. Oktober 1909; † 9. März 1985) war ein norwegischer Skilangläufer.
Ryen belegte bei den nordischen Skiweltmeisterschaften 1934 in Sollefteå den 36. Platz über 18 km und den 24. Rang über 50 km. Bei den Lahti Ski Games 1936 gewann er den 50-km-Lauf. Seinen größten Erfolg hatte er bei den nordischen Skiweltmeisterschaften 1937 in Chamonix. Dort holte er die Goldmedaille mit der Staffel. Zudem errang er dort den 12. Platz über 18 km. Im Jahr 1940 kam er beim Holmenkollen Skifestival auf den zweiten Platz über 50 km und erhielt zusammen mit Oscar Gjøslien die Holmenkollen-Medaille. Im selben Jahr wurde er norwegischer Meister mit der Staffel von Nord-Østerdal.